# Lékárnická unce
Lékárnická unce je druh váhové míry. Jedná se zhruba o 27 gramů. Tato míra se ve Střední Evropě používala do 19. století. Přepočet na gramy však nebyl jednotný, protože se tato unce v jednotlivých regionech lišila.
Lékárnická uncija v ruské měrné soustavě (používaná i v Estonsku) měla váhu 29,86 g a 12 uncijí = 1 funt aptěkarskij.